# 神戸海洋博物館
神戸海洋博物館（こうべかいようはくぶつかん）は、兵庫県神戸市中央区波止場町のメリケンパークにある「海・船・港」をテーマとする海事関係の総合博物館。神戸港のシンボルの1つになっている。

## 概要

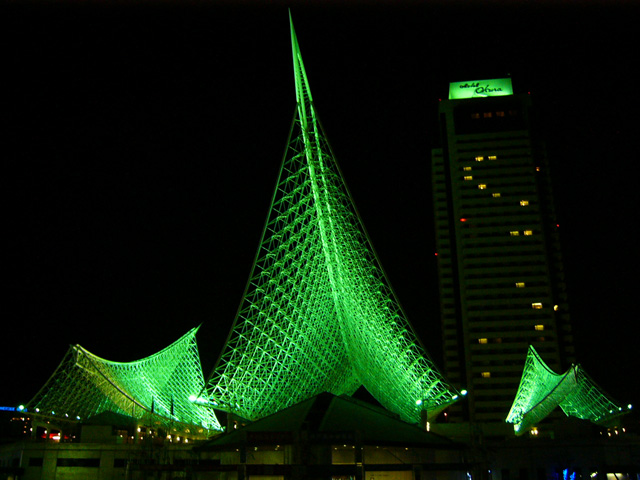
夜景（ライトアップ）

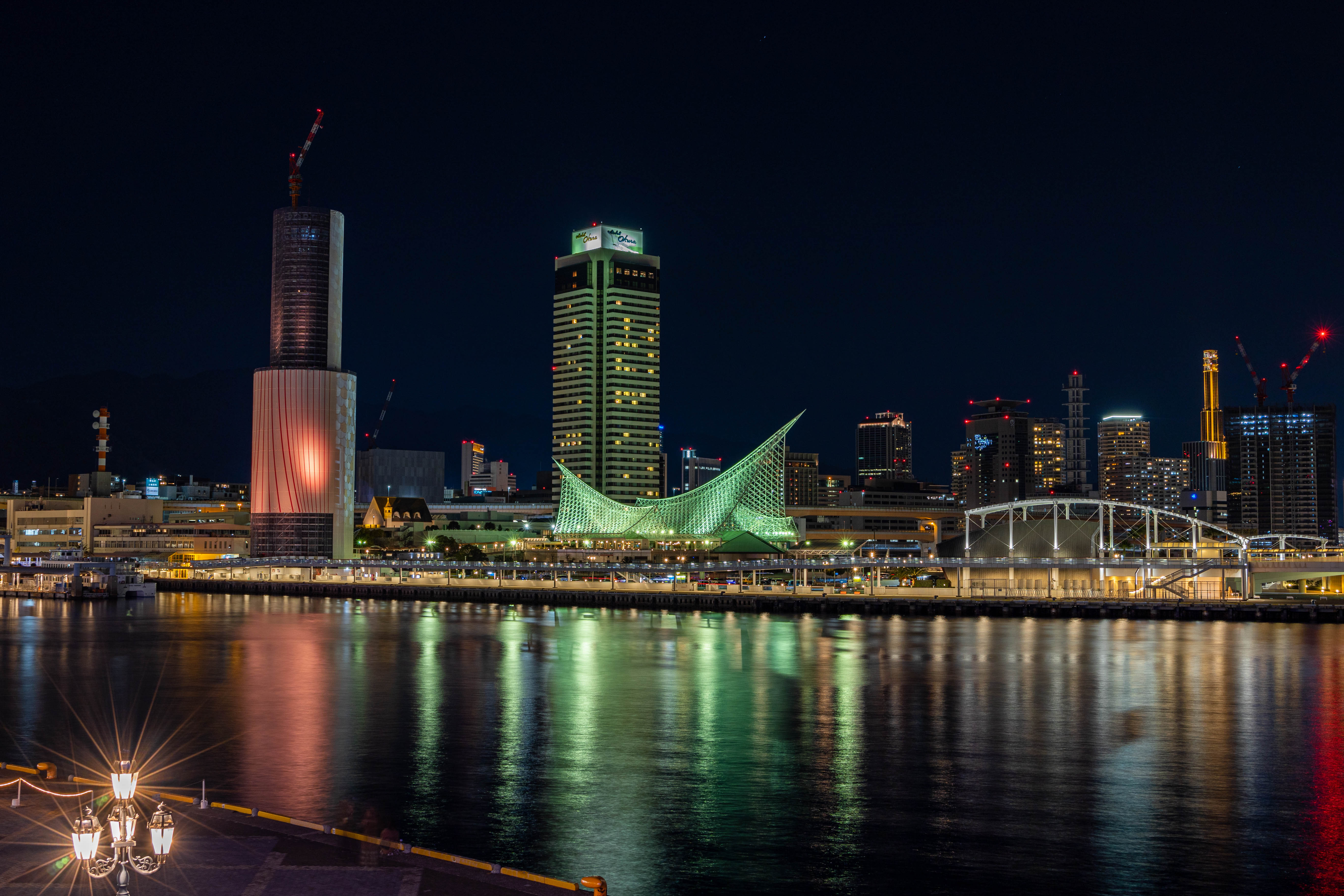
神戸モザイクから見た夜のメリケンパーク。ポートタワーは改修工事中（2022.2）

前身は1963年に神戸ポートタワー下層3階に開館した神戸国際港湾博物館（のちに下層4階を増築）。海事博物館としては世界有数の規模であり、1987年に、幕末の神戸港開港120年を記念して開館した。展示内容は、近代神戸港だけでなく、平清盛が修築した大輪田泊や福原京まで遡る。大小200点以上の船舶模型が展示されている。
波または帆船の帆をイメージさせる独特な外観の屋上構造物は白色のフレームでできており、夜間は青系の光でライトアップされる。
同館内では2006年より、川崎重工業が企業博物館「カワサキワールド」を展開している。新幹線0系電車の先頭車両（運転台や客席の体験可）やKV-107 II型ヘリコプター（JA9555 川崎重工業社用機「美濃」）（客席のみ体験可）の現物を展示。陸・海・空・環境などをテーマとしたクイズゲーム、「電車でGO!2高速編 3000番台」のゲーム、フライトシミュレーター、マリンスポーツシミュレーターなども設置されている。
なお、同館は車いすが必要な方や高齢者、ベビーカーとご一緒の利用者なども安心して利用できるようにスロープ・エレベーター・手摺りが設置されている。また館内のみの利用に限り、車いすの貸出し（2台まで無料）も行っている。ベビールーム・授乳室も完備。2019（令和元年）10月から改修工事を行い2020（令和2年）2月5日に再度開館した。
日本博物館協会会員館、兵庫県博物館協会加盟館。みなとの博物館ネットワーク･フォーラム正会員。またのびのびパスポートの対象施設になっている。

## 施設
1F
- 展示室A「現代から未来の神戸港」
- イベントスペース（鉄道模型走行会[11]などを実施）
- カワサキワールド
- 休憩室
- ミュージアムショップ

2F
- 展示室B「歴史から見た神戸港」
- 3Dハイビジョンシアター
- レストラン

## 主な屋外展示物
- 超電導電磁推進船 「ヤマト1」（実物）：2016年11月撤去
- テクノスーパーライナー・全没型水中翼船 「疾風」（実物）：2016年11月撤去
- トリガー装置（実物）：三菱重工業神戸造船所で60年間使用
- コンテナ船「らいん丸」搭載蒸気タービンエンジン
- 自律型無人潜水機「マリンバード」
- 神戸港震災メモリアルパーク

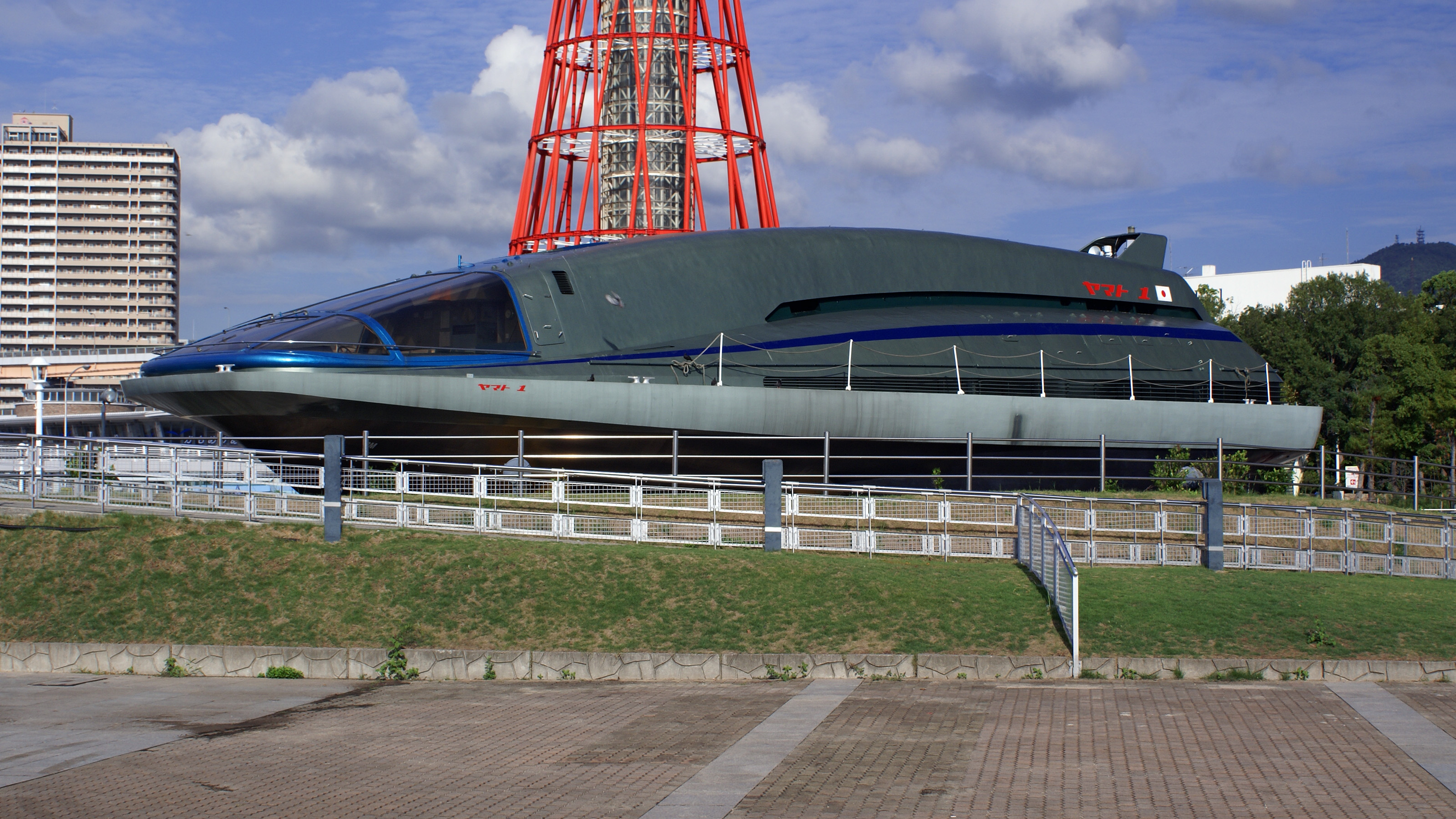
「ヤマト1」
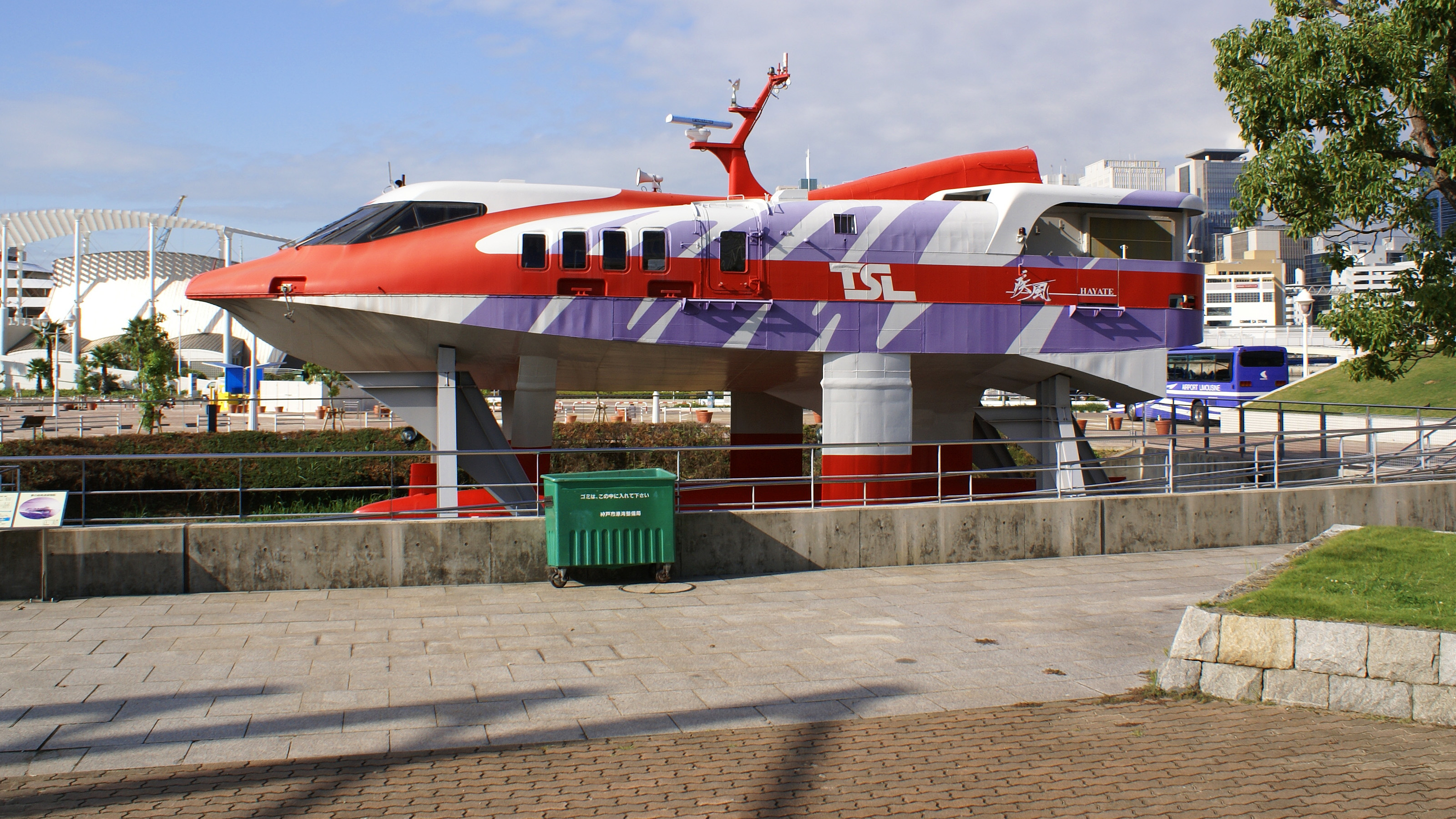
「疾風」

## 主な屋内展示物

### 実物
- ベニスの6人乗り大型ゴンドラ：日本で最初に輸入

### 模型
- イギリス帆船 「ロドニー号」（1/8模型）：1868年の神戸開港に際して祝砲を撃った軍艦[3]
- 遣唐使船
- 菱垣廻船
- 樽廻船
- 北前船
- 帆船「咸臨丸」
- 帆船「進徳丸」（初代）
- 貨客船「廣島丸」
- スループ「大和 (スループ)」
- 客船「カントン（CANTON）」（P&O）
- 貨客船「ボイスベン（BOISSEVAIN）」（オランダ）
- 客船「河内丸」（日本郵船）
- 客船「浅間丸」（日本郵船）
- 客船「吉林丸」（大阪商船）
- 客船「ぶらじる丸」（大阪商船）
- 客船「あるぜんちな丸」（大阪商船）
- 客船「さくら丸」（大阪商船三井）
- 客船「くれない丸」（大阪商船・関西汽船）
- 貨物船「あとらす丸」（大阪商船三井）
- コンテナ船「箱根丸」（日本郵船）
- RO-RO船「BARBER TOBA」（ワレニウス・ウィルヘルムセン）
- 自動車運搬船「わしんとんはいうぇい」（川崎汽船）
- タンカー「田川丸」（日本郵船）
- 貨客船「フェリーせと」（阪九フェリー）
- 貨客船「燕京 (フェリー)」（中国快航有限公司）
- タグボート「早竜丸」（早駒運輸）
- 客船「ふじ丸」（商船三井]）
- 客船「飛鳥」（日本郵船）
- 客船「飛鳥II」（日本郵船）
- 客船「タイタニック」（ホワイト・スター・ライン）
- 客船「クイーン・エリザベス2」（キュナード・ライン）
- 客船「クイーン・メリー2」（キュナード・ライン）
- 戦艦「大和」（日本海軍）
- 戦艦「長門」（日本海軍）
- 航空母艦「瑞鶴」（日本海軍）
- 重巡洋艦「妙高」型（日本海軍）
- 潜水艦「おやしお (潜水艦・初代)」（海上自衛隊）：戦後初の国産潜水艦

- 籾山艦船模型製作所や小西製作所製の船舶模型コレクション　など

## 建物概要
- 竣工：1987年4月29日
- 設計：神戸市港湾整備局
- 延床面積：7,564m2 （屋外展示エリア面積を含まず）

## 交通アクセス
- JR神戸線（東海道本線）元町駅下車徒歩15分
- 阪神本線・神戸高速線元町駅下車徒歩15分
- 阪急神戸高速線 花隈駅下車徒歩10分
- 神戸市営地下鉄西神・山手線 県庁前駅下車徒歩12分
- 神戸市営地下鉄海岸線 みなと元町駅下車徒歩5分

## 開館時間・休館日・料金
開館時間は10:00～18:00（最終入館は17:30まで）。休館日は月曜日（月曜日が祝日の場合は開館、翌平日休館）と年末・年始（12月29日～1月3日）。入館料金がカワサキワールドとセットで大人が900円、小人（小・中・高校生以下）が400円。幼児は保護者1名につき2名まで無料。同館と神戸ポートタワーの共通券の場合、大人が1,300円、小人（小・中・高校生以下）が550円。

## 周辺の名所・文化施設
- メリケンパーク
  - フィッシュダンス
  - 神戸港震災メモリアルパーク
- 中突堤
  - 神戸ポートタワー
  - ルミナス神戸2
- 波止場町TEN×TEN
- 旧居留地
- 南京町
- ハーバーランド
  - 神戸コンチェルト